# Longitarsus reichei
Longitarsus reichei är en skalbaggsart som först beskrevs av Allard 1860.  Longitarsus reichei ingår i släktet Longitarsus, och familjen bladbaggar. Enligt den svenska rödlistan är arten nära hotad i Sverige. Arten förekommer i Götaland, Gotland och Öland. Artens livsmiljö är havsstränder, jordbrukslandskap.